# 布埃諾斯艾雷斯 (伯南布哥州)
布埃諾斯艾雷斯（葡萄牙語：Buenos Aires），是巴西的城鎮，位於該國東北部，由伯南布哥州負責管轄，始建於1963年12月20日，面積96.7平方公里，海拔高度149米，2014年人口12,974，人口密度每平方公里134.19人。
7°43′33″S 35°19′37″W / 7.72583°S 35.32694°W